# Wandowo (województwo kujawsko-pomorskie)
Wandowo – (niem. Döbelsheide) osada leśna w Polsce położona w województwie kujawsko-pomorskim, w powiecie tucholskim, w gminie Lubiewo. Miejscowość wchodzi w skład sołectwa Minikowo.
W latach 1975–1998 miejscowość administracyjnie należała do województwa bydgoskiego.